# Phineas and Ferb the Movie: Across the 2nd Dimension
Phineas and Ferb the Movie: Across the 2nd Dimension (còn gọi là Phineas and Ferb: The Movie và Phineas and Ferb: Across the 2nd Dimension; tên tiếng Việt: Phineas Và Ferb: Cuộc Chiến Ở Thế giới Thứ Hai) là một phim của hãng Disney dựa trên series truyền hình Phineas and Ferb, phát sóng ngày 5 tháng 8 năm 2011 trên Disney Channel Mỹ, cùng với phát sóng ngày 27 tháng 8 năm 2011 trên Disney Channel Asia, 13 tháng 8 trên Disney XD, 20 tháng 8 trên ABC. Bộ phim lần đầu tiên được tuyên bố bởi Jeff "Swampy" Marsh trong một cuộc phỏng vấn tháng 1 năm 2010 với Daily Telegraph. Đây là phim dài đầu tiên của seri Phineas and Ferb, và là bộ phim hoạt hình thứ ba của kênh Disney; sau Kim Possible Movie: So The Drama và The Proud Family Movie. Bộ phim cũng được chiếu tại các rạp của Bỉ và Hà Lan, khiến nó trở thành bộ phim dựa trên phim hoạt hình của kênh Disney được chiếu ở rạp, sau Recess: School's Out và Teacher's Pet.

## Nội dung
Một hôm, Phineas và Ferb vô tình đến tòa nhà của Doofenshmirtz và sửa máy sang thế giới khác của Doof. Ở thế giới đó, Doof đã là nhà lãnh đạo 3 bang và có một đội quân robot vô cùng hùng mạnh. Khi Phineas và Ferb bị tấn công, Perry buộc phải tiết lộ thân phận của mình. Phineas và Ferb phải tìm đến nhà mình ở thế giới khác. Lúc đó, Candace và Stacy đang tìm Phineas và Ferb. Phineas và Ferb tìm được nhóm Candace. Baljeet đã mở cửa giúp Phineas và Ferb về thế giới của mình. Nhưng kết quả là thất bại, hơn nữa lại kéo Candace vào thế giới khác. Phineas quyết định đi cứu Perry nhưng bị bắt. Phineas, Ferb, Perry, Candace và Doof bị đưa tới chỗ quái vật của Doof-2 giam giữ và bị dồn vào chân tường. Đúng lúc đó, Candace-2 đã tới cứu nhưng bị bắt. Phineas đã bắn súng xuyên không gian để chạy trốn sang thế giới khác và về được thế giới của mình nhưng đám robot và Doofenshmirtz-2 đã đuổi kịp. Phineas và Ferb nơi Perry hay đến để nhận nhiệm vụ và tái tạo lại những phát minh của họ và đánh bại Doofenshmirtz.

## Nhân vật
- Vincent Martella trong vai Phineas Flynn / Phineas-2
- Thomas Sangster trong vai Ferb Fletcher / Ferb-2
- Ashley Tisdale trong vai Candace Flynn / Candace 2
- Dee Bradley Baker trong vai Perry the Platypus / Perry the Platyborg
- Dan Povenmire trong vai Dr. Heinz Doofenshmirtz / Doofenshmirtz-2
- Jeff "Swampy" Marsh trong vai Major Francis Monogram / Monogram-2
- Mitchel Musso trong vai Jeremy Johnson / Jeremy-2
- Alyson Stoner trong vai Isabella Garcia-Shapiro / Isabella-2
- Caroline Rhea trong vai Linda Flynn-Fletcher / Linda-2
- Richard O'Brien trong vai Lawrence Fletcher / Lawrence-2
- Jack McBrayer trong vai Irving
- Maulik Pancholy trong vai Baljeet / Baljeet-2 (Dr. Baljeet)
- Bobby Gaylor trong vai Buford van Stomm / Buford-2
- Tyler Alexander Mann trong vai Carl the Intern
- Kelly Hu trong vai Stacy Hirano / Screaming Lady
- John Viener trong vai Norm / Norm-2 (Normbots)
- Kevin Michael Richardson trong vai Norm Robots
- Jaret Reddick trong vai Danny
- Doris Roberts trong vai Mrs. Thompson
- Loni Love trong vai Chủ cửa hàng thú nuôi (Carl)
- Olivia Olson trong vai Vanessa Doofenshmirtz / Vanessa-2 (xuất hiện trong cảnh bị cắt)
- Slash trong vai chính mình
- Danny Jacob trong vai Ferb Fletcher (giọng hát)